# 月亭八方のこれも何かのご縁です
月亭八方のこれも何かのご縁です（つきていはっぽうのこれもなにかのごえんです）は、1985年4月1日から1989年3月31日までラジオ大阪で放送されたラジオ番組である。

## 概要
番組では「ご縁コール」をメインに進行した。

## 出演者
- 月亭八方 （メインパーソナリティ）
- 菊地美智子 （月曜 - 木曜アシスタント）
- 寺脇与枝 （月曜 - 木曜）[注釈 1]
- 横山ノック(金曜レギュラー)
- 梨木加陽子(金曜アシスタント)
- 月亭遊方[2]

## コーナー・タイムテーブル
- 9:10 - ご縁リクエスト
- 9:15 - ハロー局長さん （1987年4月から）
- 9:20 - アメダス天気
- 9:30 - スポーツ八方破れ
- 9:35 - ご縁でもしもし
- 9:55 - きもっ玉母ァちゃん「とれとれ情報」
- 10:00 - デスクニュース
- 10:05 - クリーン110番
- 10:08 - 思い出の一曲
  - 10:08 - カリーナママさんコーラス（木・金、1987年まで）
- 10:15 - 赤ちゃんバンザイ
- 10:29 - ご縁楽コーナー お母はん聞いてえな
- 10:45 - 日清です！お元気ですか奥さん → フック・キックのお元気ですか奥さん
- 10:50 - ラジオショッピング

（）